# Theo Holdert
Theo (Thé) Holdert (Amsterdam, 26 december 1882 – Hulshorst,  2 oktober 1979) was secretaris van Frederik van Eeden en vertaler. Hij stichtte in de jaren twintig het landgoed het Barrebos, een idealistische huttenkolonie op de Veluwe.

## Biografie
Holdert werd geboren in Amsterdam als zoon van boekdrukker Antonius Hendrikus (Anton) Holdert en Marie Louise Josephine Platte. Zijn vader was mede-eigenaar van Holdert & Co, een stoomdrukkerij die in Felix Meritis zat.  
Holdert was fruitkweker van beroep. In 1912 werd hij privésecretaris van Frederik van Eeden, wiens Walden een inspiratiebron werd voor het stichten van een huttenkolonie in Hulshorst. In 1924 kocht hij een stuk grond in Hierden, dat hij in 1925 uitbreidde met drie aangrenzende percelen, waarvan een De Barrebosch heette. 
Holdert was in 1907 getrouwd met Gerda (Kof) van Sijll. Beiden waren hun leven lang bezig het landgoed te behouden met als doel mensen te inspireren door de natuur, voor nu en voor later. 
Holdert overleed in 1979. Hij werd begraven in Nunspeet.

## Vertalingen (selectie)
- Mijn jeugd : autobiografie van Maxim Gorki (1919)
- Henry Ford, Productie en welvaart (1924)
- Henry Ford, Heden en morgen (1927)

- International Standard Name Identifier: 0000 0003 9665 1598
- Virtual International Authority File: 291590410